# صباح شتوي
صباح شتوي (بالدنماركية: Vetrarmorgun) هو فيلم دنماركي من جزر فارو قصير إنتاج عام 2013، من كتابة وإخراج «ساكاريس ستورا». عرض الفيلم في مهرجان برلين السينمائي الدولي، حيث تم عرضه 7 مرات في فبراير 2014. الفيلم من بطولة «أرمكارذ ج. مورتنسن» و«هيلينا هيذينسدوتير».
تم ترشيح الفيلم لثلاث جوائز، إحداها كانت جائزة تيدي، وهي جائزة تُمنح للأفلام التي تتحدث حول المثليين والمثليات ومزدوجي الميول الجنسية والمتحولين جنسيا. وكانت المثلية الجنسية أحد الموضوعات التي تم تناولها في الفيلم. وقال المخرج ساكاريس ستورا في مقابلة أنه ربما لن يتجرأ على إنتاج فيلم عن هذا الموضوع قبل 5-10 سنوات، ولكنه الآن تجرأ لأنه قد تم قبول الموضوع أكثر للحديث عنه في جزر فارو. وقد تم عرض الفيلم لأول مرة في توشهافن في جزر فارو في 21 سبتمبر 2013.
مدة الفيلم 19 دقيقة، وتدور قصته حول فتاتين مراهقتين صغيرتين هما «ماريا» و«بيريتا» في جزر فارو وحول مواضيع الحب والصداقة والمثلية الجنسية.

## وصلات خارجية
صباح شتوي على موقع IMDb (الإنجليزية)
- صباح شتوي على موقع قاعدة بيانات الفيلم (الإنجليزية)
- صباح شتوي على موقع ليتربوكسد (الإنجليزية)
- صباح شتوي على موقع كينوبويسك (الروسية)